# نيك كوزينز
نيك كوزينز هو لاعب هوكي جليد كندي، ولد في 20 يوليو 1993 في بيلفي في كندا.

## وصلات خارجية
- نيك كوزينز على موقع دوري الهوكي الوطني (الإنجليزية)
- نيك كوزينز على موقع EliteProspects.com (الإنجليزية)
- نيك كوزينز على موقع Eurohockey.com (الإنجليزية)
- نيك كوزينز على موقع HockeyDB.com (الإنجليزية)
- نيك كوزينز على موقع Hockey-Reference.com (الإنجليزية)